# Скарюпіно
Скарю́піно (рос. Скарюпино) — присілок у складі Кропивинського округу Кемеровської області, Росія.

## Населення
Населення — 312 осіб (2010; 382 у 2002).
Національний склад (станом на 2002 рік):
- росіяни — 89 %